# 华鳑鲏属
华鳑鲏属（学名：Sinorhodeus）是輻鰭魚綱鯉形目鱊科下的一个属。该属仅有细鳞华鳑鲏一种鱼，俗名火山鰟鮍，分布於亞洲中國淡水流域，體長可達5.8公分，棲息在水流緩和處，如回水灣，喜集群生活，雜食性，以水生昆蟲或藻類為食，可做為觀賞魚。

## 下属物种
本属包括以下物种：
- 细鳞华鳑鲏 Sinorhodeus microlepis Li, Liao & Arai, 2017[2]